# Hrdlovka

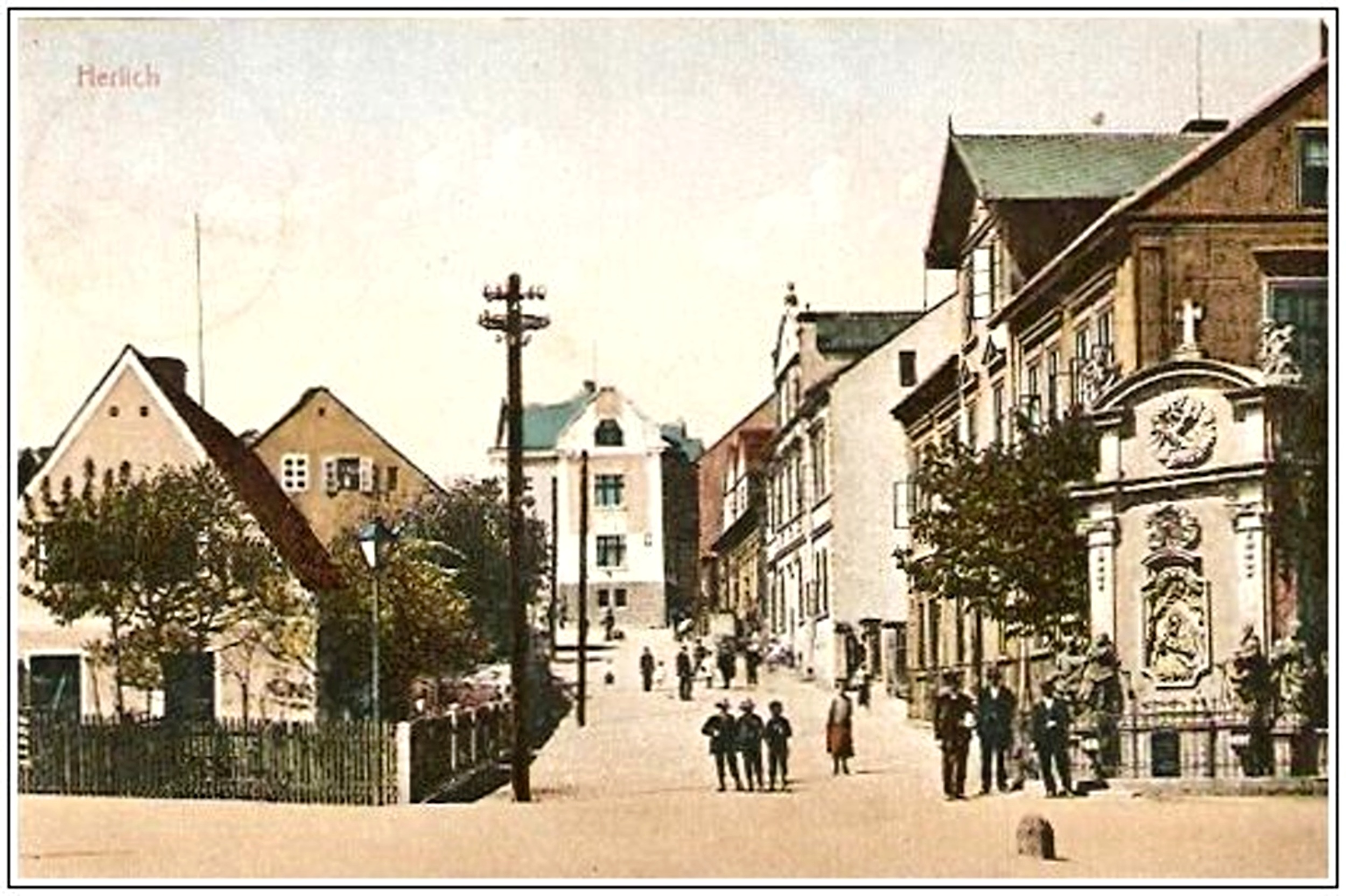
Hrdlovka am Anfang des 20. Jahrhunderts

Hrdlovka (deutsch Herrlich) war ein Dorf in der Region Nordböhmen auf dem Gebiet des heutigen Okres Teplice. Sein Kataster mit einer Fläche von 452,1838 ha gehört heute zu Duchcov.

## Geschichte
Herrlich befand sich am Fuß des Erzgebirges, etwa zwei Kilometer südlich der Stadt Ossegg. Die wildreichen Wälder, sauberes Wasser und urbarer Boden führten bereits in der frühen Steinzeit zu einer Besiedlung. 1203 wurde das Dorf in einem Vertrag des böhmischen Herzogs Ottokar erwähnt. Die weitere geschichtliche Entwicklung ist eng verbunden mit dem Ort Neudorf. Beide Orte waren landwirtschaftlich geprägt, von Kriegswirren meist verschont. 1680 starben viele Bewohner an einer Pestepidemie. Von etwa 20 Bauern zu Beginn des 17. Jahrhunderts wuchs die Einwohnerzahl in den nächsten 200 Jahren auf 200 an, meist waren es deutsche Siedler, die in der Zeit der Herrschaft der Herren von Riesenburg die Gegend kolonisierten. Im Jahr 1831 bestand Herrlich aus 37 Häusern mit 202 Einwohnern. Im Ort gab es ein Wirtshaus. Pfarrort war Alt-Ossegg. Bis zur Mitte des 19. Jahrhunderts blieb Herrlich dem Gut Ossegg untertänig.
Mitte des 19. Jahrhunderts wurde in der Gegend Braunkohle gefunden, man begann, sie abzubauen. Der erste tschechische Bewohner kam 1850 an. 1870 wurde der erste Schacht in Betrieb genommen, die Grube Nelson, 1871 Fortschritt (Pokrok) und 20 Jahre später Alexander. Der Bergbau zog weitere Menschen an. Nach dem Zusammenschluss mit Neudorf hatte die Gemeinde im Jahre 1885 856 Einwohner. Am 20. Februar 1899 wurden die Dörfer aus der Herrschaft des Klosters Osek entlassen. Die Wirtschaft florierte, 1919 zählte man in beiden Orten bereits 2866 Tschechen und 937 Deutsche. 1920 wurde ein Arbeiterhaus eröffnet und 1926 die Bergarbeitersiedlung fertiggestellt. Die ursprünglich dominierende Landwirtschaft hatte zwar an wirtschaftlichem Gewicht verloren, nicht jedoch an Bedeutung; denn sie hatte die Bergbauarbeiter zu versorgen. 
1927 wurde das Doppeldorf Neudorf-Herrlich in Herrlich umbenannt. 1930 hatte sich die Einwohnerzahl auf 5357 fast verdoppelt, davon 3562 Tschechen. 

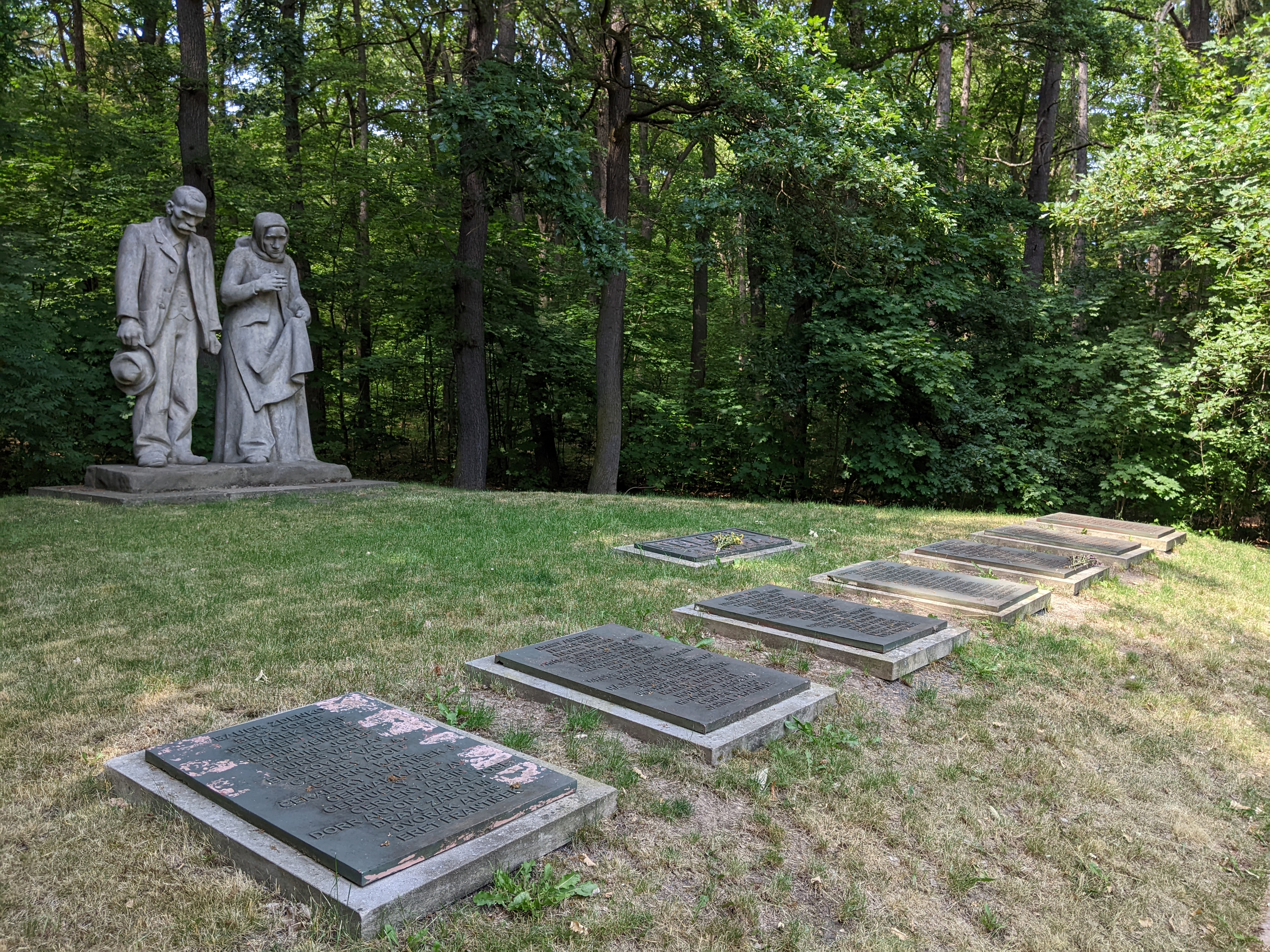
Denkmal für die Opfer des Grubenunglücks auf Nelson III am 3. Jänner 1934 in Osek

Am 3. Jänner 1934 kamen bei einer Kohlenstaubexplosion im Schacht Nelson III der Brüxer Kohlenbergbau-Gesellschaft insgesamt 142 Bergleute ums Leben. Lediglich drei Menschen konnten sich retten. Das Grubenunglück gilt bis heute als eines der größten auf dem Gebiet des heutigen Tschechiens und der damaligen Tschechoslowakei. Ein Denkmal in Osek erinnert an die Opfer.
Nach der Unterzeichnung des Münchner Abkommens zog sich der größte Teil der tschechischen Bevölkerung ins Landesinnere zurück. Das Ende des Zweiten Weltkrieges war gekennzeichnet durch Luftangriffe der Alliierten. Nach dem Krieg wurde der Bergbau intensiv ausgebaut. In den 1950er Jahren lebten im Dorf noch etwa 3300 Einwohner. Im Jahr 1969 beschloss der Nationalausschuss des Kreises Ústí nad Labem, das Dorf abzureißen. Die Einwohner wurden in eine neue Siedlung in Osek umgesiedelt. 
In den Jahren 1970 bis 1980 wurde Hrdlovka dem Braunkohleabbau im Nordböhmischen Becken geopfert. Das Kataster von Hrdlovka wurde der Stadt Duchcov, das von Hrdlovka-Nový Dvůr (Neuhof) der Stadt Osek zugeschlagen.

## Söhne und Töchter des Ortes
- Franz Vit (1916–2005), deutscher Politiker
- Hans Traxler (* 1929), deutscher Illustrator